# Cochliomyia aldrichi
Cochliomyia aldrichi är en tvåvingeart som beskrevs av Del Ponte 1938. Cochliomyia aldrichi ingår i släktet Cochliomyia och familjen spyflugor. Inga underarter finns listade i Catalogue of Life.